# Procapellán
El procapellán es el primer capellán de la capilla real. 
El procapellán mayor tuvo principio en el siglo VI, en tiempo de los suevos reinando Teodomiro, el que convertido a la fe por San Martín obispo de Dumia, lo nombró primer capellán, lo que apoyó el Concilio de Lugo celebrado el año 567. Después en tiempo de los godos, cuando empezó á reinar Rescesvinto, fue procapellan mayor San Eugenio arzobispo de Toledo.
En España, tiene además varios de los privilegios de los Limosneros Mayores. Desempeñaron el cargo de procapellanes mayores, los arzobispos de Santiago hasta que Felipe II pidió al Sume Pontífice Pío V que sirviera un teniente el empleo del arzobispo de Santiago y sus sucesores; así parece que se ejecutó según refiere Méndez Silva. 
No seguiremos la serie de hombres célebres que han ocupado este puesto; no enumeraremos tampoco los privilegios y gracias concedidos por los sumos pontífices a petición de los reyes Alfonso VIII y IX, Fernando e Isabel la Católica, Felipe II y V, y Carlos III; solo haremos mención de las prerrogativas concedidas por el Papa Clemente XI en bula de 23 de julio de 1716, dirigida al Charissimo in Christo filio Philippo V, Hispaniarum Regi Catholico. Por el referido breve de Clemente XI se concede al procapellán mayor:
1. El cuidado espiritual de la familia real y de todas las personas que sigan la corte, en cualquier lugar, ciudad o villa en que se encuentre
2. Tiene también el nombramiento de todos los capellanes, ministros, cantores etc. que sirvan en la Real capilla y demás dependencias de palacio y el derecho de examinarlos para oír confesiones, predicar en cualquier punto en que se halle la corte, sin que puedan impedirlo los ordinarios de los lugares, etc.
3. Estos capellanes ejercen todos los derechos parroquiales y cura de almas en la capilla de palacio y demás iglesias dependientes de ella, celebran los matrimonios y administran los sacramentos de la Eucaristía y Extremaunción
4. Los capellanes y demás clérigos de palacio y sus dependencias están exentos de la jurisdicción de los ordinarios
5. Están autorizados para recitar en la Real capilla el oficio divino, conservar en ella el Santísimo Sacramento, poner monumento y celebrar misas antes de que amanezca y una hora después de mediodía